# Copenhagen Jazz Festival

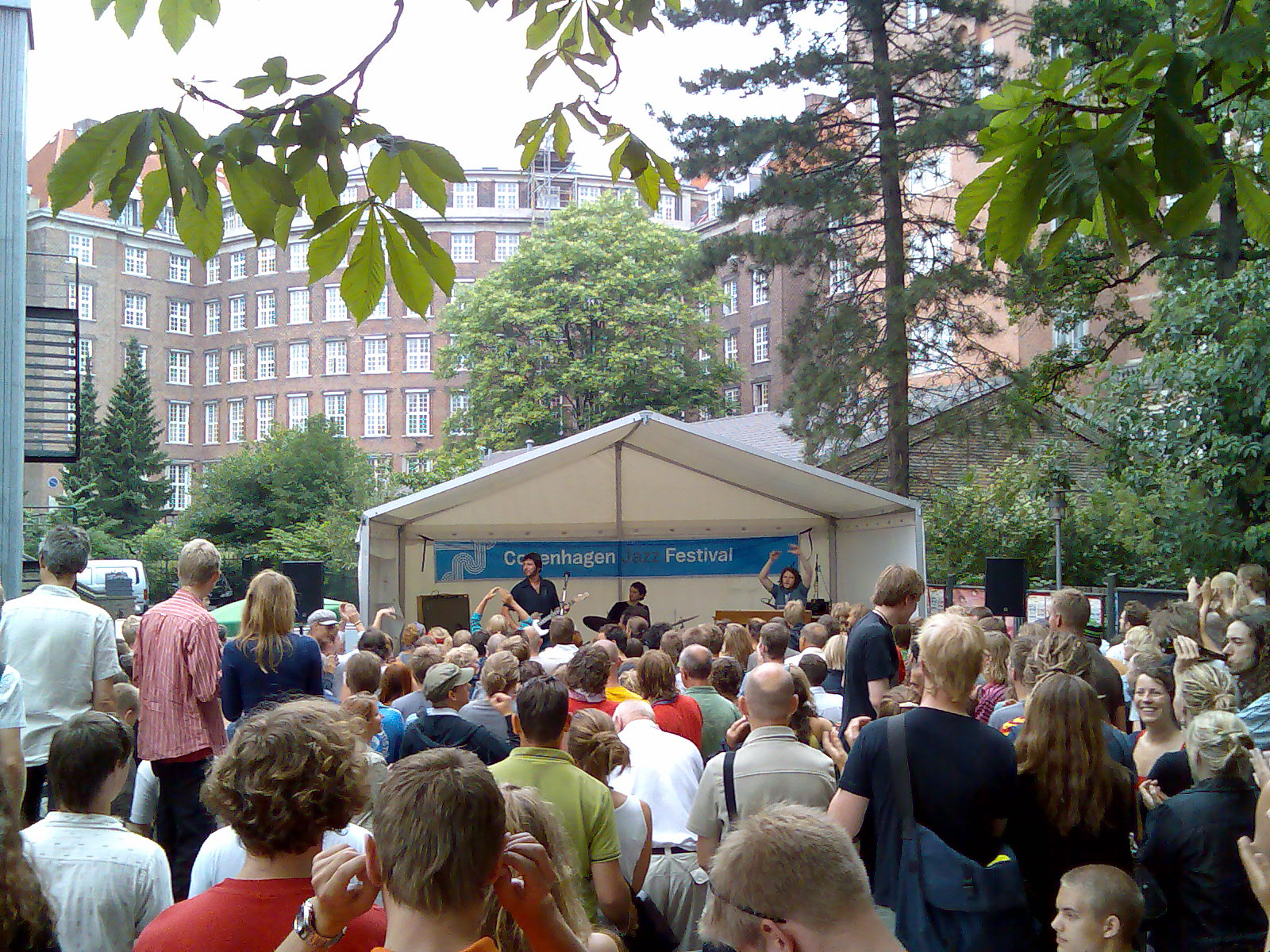
Personas disfrutando de la agrupación Ibrahim Electric en el año 2006.

Copenhagen Jazz Festival es un evento anual de jazz que tiene lugar en julio, en  Copenhague, la capital de Dinamarca. El primer Festival de Jazz en Copenhague tuvo lugar en 1979. De acuerdo a la crónica, alrededor de 240,000 personas asistieron al festival en 2004. La edición de 2006 comprendió en torno a 850 conciertos, mientras que el número de conciertos en 2010 superó los 1000 acogiendo aproximadamente durante la semana del festival 250,000 huéspedes, lo que convierte al este festival en uno de los mayores eventos de música en Europa.
Algunos músicos que han participado en el Copenhagen Jazz Festival incluyen a Sonny Rollins, Oscar Peterson, Ray Charles, Michel Petrucciani, Niels-Henning Ørsted Pedersen, Keith Jarrett, Wayne Shorter, Dizzy Gillespie, John Scofield, Herbie Hancock, Pat Metheny, Michel Camilo, Svend Asmussen Quartet, Richard Bona, Tony Allen and Chick Corea.
La edición del Festival de Jazz de Copenhague tuvo lugar entre el 1 y el 10 de julio, incluyendo a artistas como Keith Jarrett, Sonny Rollins y Bobby McFerrin. La edición de 2012 está prevista entre el 6 y el 15 de julio.

## Historia
La creación del Copenhagen Jazz Festival en 1979 está fuertemente relacionada con la afición al jazz en la ciudad, la cual empezó a interesarse por esta música en los 60, cuando la ciudad se convirtió en la anfitriona elegida por artistas como Dexter Gordon, Ben Webster y Kenny Drew. Esta llegada impulsó este tipo de música entre los daneses y acabó acogiendo a más músicos americanos.
A partir de los 70 el jazz se extendió tanto en género como por afición, siendo en 1978 cuando el abogado Poul Bjørnholt (from Københavns City Center) impulsó la iniciativa del Festival de Jazz de Copenhague. al darse cuenta de que clubes de jazz, espacios públicos, teatros y otras salas podían contribuir para crear un evento conjunto.
Desde 1979 y hasta los 90 el festival creció a un ritmo constante y se estableció poco a poco entre artistas internacionales y bandas locales. Hoy, el Festival de Jazz de Copenhague es uno de los mayores gracias a los más de cien lugares de la ciudad donde el festival toma parte, convirtiéndolo así en uno de los festivales públicos más importantes y atrayendo a público más internacional.

## Lugares
- Jazzhus Montmartre
- Tivoli Gardens
- Statens Museum for Kunst
- Royal Danish Theatre
- Copenhagen Opera House
- Copenhagen Jazzhouse

## Participantes recientes
| Año  | Participantes |
| ---- | --- |
| 2000 | Roy Haynes, Toots Thielemans, Michael Brecker, Pat Metheney & Natalie Cole |
| 2001 | Peter Brötzmann, Marylin Mazur, Wayne Shorter, Terence Blanchard, Mike Stern, Ray Charles , Richard Bona & Bill Frisell |
| 2002 | Palle Mikkelborg, Ed Thigpen, Finn Ziegler, Maceo Parker, Randy Crawford, Django Bates & Joe Lovano |
| 2003 | Dianne Reeves, Tony Bennett, Tomasz Stanko, Herbie Hancock, Dee Dee Bridgewater & Svend Asmussen |
| 2004 | Danilo Perez, Gilberto Gil, Tomasz Stanko, NHØP & John Scofield |
| 2005 | Chick Corea, Madeleine Peyroux, Curtis Stiger, Pierre Dørge & New Jungle Orchestra & Yusuf Lateef |
| 2006 | Herbie Hancock, Svend Asmussen Quartet, Salif Keita, Tony Allen, Gotan Project, Pat Metheny, Michel Camilo, Richard Bona, Sergio Mendes, Brad Mehldau & Dianne Reeves |
| 2007 | Joshua Redman Trio, Kenny Garret Quartet, Jan Garbarek Group, McCoy Tyner & The Zawinul Syndicate |
| 2008 | Ornette Coleman, Wayne Shorter, Cassandra Wilson, Denmark's New Jungle Orchestra, Joe Lovano, Ravi Coltrane, Dave Liebman, Brad Mehldau Trio, Angelique Kidjo, David Murray Black Saint Quartet, Maceo Parker, Jason Moran, Charles Loyd Quartet & The Zawinul Syndicate |
| 2009 | Chick Corea, Blind Boys of Alabama, Dianne Reeves, Lizz Wright, Angelique Kidjo, Simone, Palle Mikkelborg, Bajofondo & Spanish Harlem Orchestra |
| 2010 | Herbie Hancock, Martha Wainwright, Joe Lovano, Caetano Veloso, Marcus Miller & Esperanza Spalding |
| 2011 | Sonny Rollins, Keith Jarrett Trio, Bobby McFerrin |
| 2014 | Concha Buika, Daniel Puente Encina, Tinariwen |